# Kraft Schepke
Kraft Schepke (* 3. März 1934 in Königsberg; † 12. November 2023 in Kiel) war ein deutscher Ruderer. Er gewann zusammen mit seinem Bruder Frank Schepke 1960 in Rom olympisches Gold.
Schepke startete für den Ruderclub ATV Ditmarsia Kiel. 1958 siegte der Vierer ohne Steuermann der Renngemeinschaft Ditmarsia Kiel und Ratzeburger Ruderclub in der Besetzung Karl-Heinz Hopp, Manfred Rulffs, Kraft Schepke und Hans Lenk sowohl bei den Deutschen Meisterschaften als auch bei den Europameisterschaften in Posen. Dafür wurden er und seine Mannschaft am 31. Januar 1959 mit dem Silbernen Lorbeerblatt ausgezeichnet.
1959 wurde der Achter der Renngemeinschaft Ratzeburger Ruderclub und Ditmarsia Kiel Deutscher Meister. Die Besatzung Klaus Bittner, Karl-Heinz Hopp, Hans Lenk, Manfred Rulffs, Frank Schepke, Kraft Schepke, Walter Schröder und Karl-Heinrich von Groddeck mit Steuermann Willi Padge siegte kurz darauf auch bei den Europameisterschaften 1959. Das Medienecho auf diesen Sieg des Deutschland-Achters war enorm, das Boot wurde zur Mannschaft des Jahres gewählt.
1960 gewann der Achter bei den Deutschen Meisterschaften vor dem Achter von Germania Düsseldorf 1904. Die Gebrüder Schepke gewannen auch bei den Meisterschaften im Vierer ohne Steuermann und im Vierer mit Steuermann. Für die Qualifikation zur gesamtdeutschen Mannschaft gegen die Boote aus der DDR teilte sich der Düsseldorfer Achter in einen Vierer mit und einen Vierer ohne auf, der Achter aus Ratzeburg und Kiel unter dem Trainer Karl Adam qualifizierte sich für die Olympischen Spiele. Bei den olympischen Regatten auf dem Albaner See siegte der Achter in seinem Vorlauf und gewann auch im Finale in einer Zeit von 5:57,18 Minuten vor dem Boot aus Kanada. Erneut wurden die neun Sportler als Mannschaft des Jahres ausgezeichnet.
1961 traten die Schepke-Brüder mit Karl-Heinz Hopp und Klaus Bittner sowie Steuermann Reiner Brümmer als Vierer mit Steuermann an. Das Boot von Ditmarsia Kiel siegte sowohl bei den Deutschen Meisterschaften als auch bei den Europameisterschaften.
Nach seiner Ausbildung zum Diplom-Sportlehrer arbeitete Kraft Schepke als unter anderem als Geschäftsführer beim Landessportbund Niedersachsen in Hannover und nach der Wiedervereinigung beim Landessportbund Mecklenburg-Vorpommern. Auch im Ruhestand engagierte er sich im Vorstand der Deutschen Olympischen Gesellschaft.
Am 12. November 2023 verstarb Kraft Schepke im Alter von 89 Jahren. Er lebte zuletzt in Laboe am Ufer der Kieler Förde.